# Alfred Fessard
Pour les articles homonymes, voir Fessard (homonymie).
Alfred Fessard, né le 28 avril 1900 dans le 18e arrondissement de Paris et mort le 20 février 1982 à Suresnes (Hauts-de-Seine), est un neurophysiologiste français et l'un des fondateurs des neurosciences en France.

## Biographie

### Formation et début de carrière
Alfred Fessard est le fils d'un couple de papetiers,,. 
Il commence ses études à l'école normale d'instituteurs de la Seine. 
Après la première Guerre mondiale, il prépare une licence de physique à la Sorbonne où il suit l'enseignement de Louis Lapicque (1866-1952) et de Paul Portier (1866-1962). il est ensuite  l'élève d'Henri Piéron (1881-1964) en psychologie. 
Il est également introduit par le psychologue Jean-Maurice Lahy dans le laboratoire de physiologie appliquée à la prophylaxie et à la santé mentale de l'EPHE dirigé par Édouard Toulouse à l'hôpital Henri-Rousselle .
Il y travaille sous la direction de Henri Laugier sur l'analyse statistique des tests psychologiques d'orientation professionnelle, mais aussi sur des questions d'électrophysiologie et de neurologie. 
En 1927, il devient assistant de laboratoire d'Henri Piéron à l'EPHE et commence à travailler avec Daniel Auger, autre élève de Lapicque, sur les cellules d'algues unicellulaires géantes, et sur l'excitabilité des tissus nerveux et musculaires, tant au laboratoire de l'EPHE qu'à la station de biologie marine de Tamaris où il collabore aussi avec Angélique Arvanitaki, sur l'étude des nerfs du crabe . 
C'est à cette période qu'il commence à travailler sur la torpille.
Il présente sa thèse de doctorat ès Sciences naturelles Recherches sur l'activité rythmique des nerfs isolés en 1936,.

### Directeur d'un centre de recherche
En 1940, il crée son propre laboratoire de neurophysiologie générale à l'Institut Marey du Parc des Princes, qui devient en 1947 une composante du CNRS, le centre pour l'étude de la physiologie nerveuse et de l'électrophysiologie de renommée internationale, et où viennent travailler Ladislav Tauc et JacSue Kehoe. 
En 1950, il accède à la chaire de neurophysiologie générale du collège de France.
Il est élu à l'Académie nationale de médecine en 1959 et à l'Académie des sciences le 25 mars 1963, dans la section Biologie animale et végétale.

### Vie personnelle
Alfred Fessard était l'époux d'Annette Baron de 1926 jusqu'à son décès en 1941, puis de Denise Albe-Fessard (1916-2003).

## Publications
- G. Durup et A. Fessard, « L'électrencéphalogramme de l'homme. Observations psycho-physiologiques relatives à l'action des stimuli visuels et auditifs », L'Année psychologique Année, no 36,‎ 1935, p. 1-32 (lire en ligne)